# Верт, Жьяш де
Жьяш де Верт, Жак де Верт (нидерл. Giaches de Vuert, фр. Jacques de Wert; 1535, Верт, провинция Антверпен — 6 мая 1596, Мантуя) — фламандский композитор, работал преимущественно в Италии.

## Биография и творчество

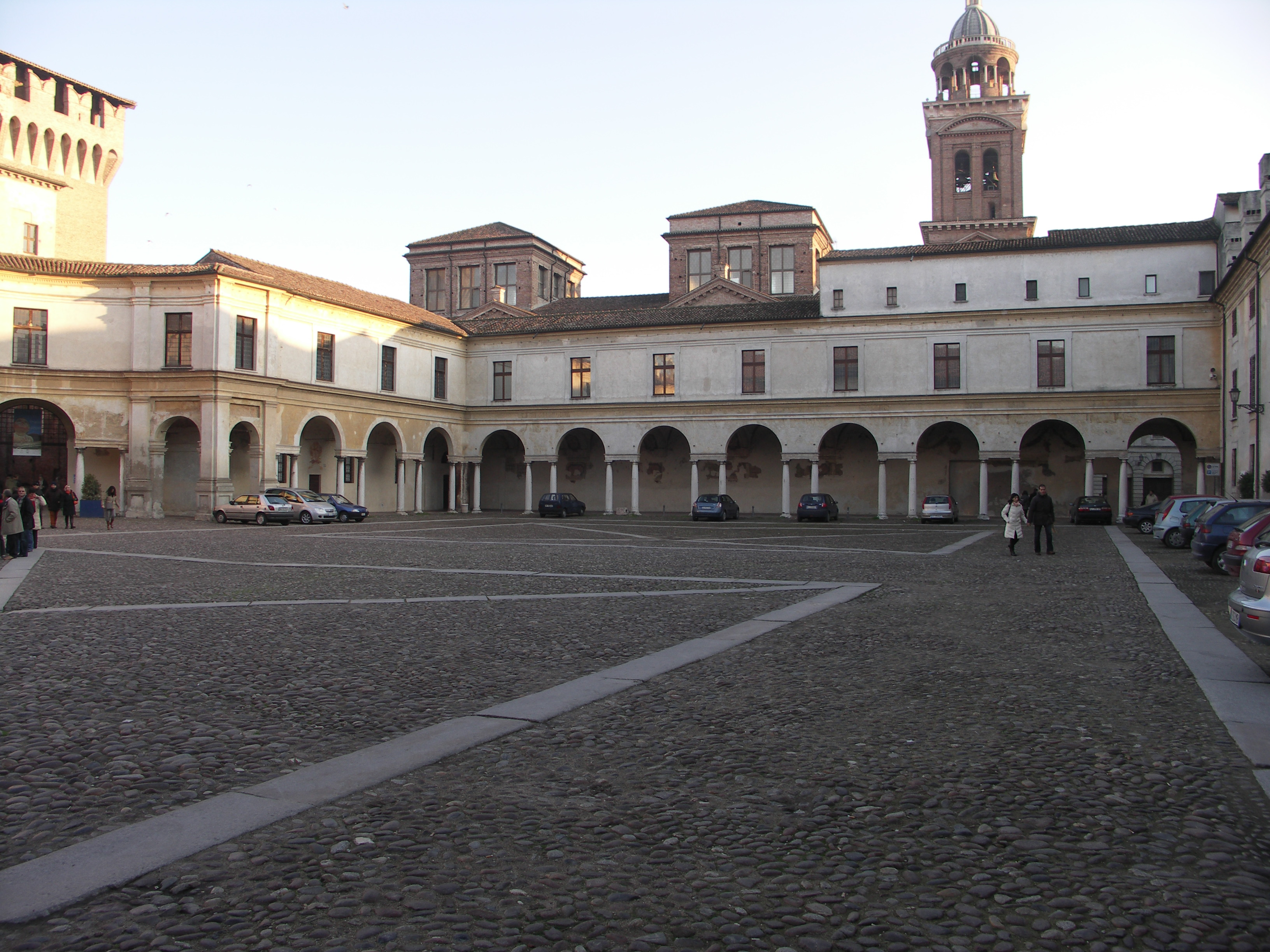
Колокольня базилики Св. Барбары в мантуанском Палаццо Дукале

Около 1550 года де Верт был перевезён (вероятно, по инициативе влиятельной неаполитанской семьи) в Авеллино (близ Неаполя), где работал певчим в придворной капелле Марии ди Кардоны (см. Maria de Cardona). На протяжении жизни был связан с домами Эсте и Гонзага. Между 1550 и 1555 встречался с Чиприано де Роре. В первой половине 1560-х годов работал капельмейстером в Милане (сохранились письма де Верта с описанием культурной и общественной жизни Милана того времени). В 1565 поступил на службу капельмейстером придворной капеллы герцога Гульельмо Гонзаги в Мантуе, в базилике Св. Барбары (до 1592). Сопровождал герцога в зарубежных поездках (Аугсбург, 1566). Похоронен в крипте базилики Св. Барбары.
В 1558—1595 опубликовал 15 сборников светских сочинений на стихи Петрарки, Бембо, Ариосто, Гварини, Тассо и других поэтов; из них наиболее значительны пятиголосные мадригалы (в том числе, в технике note nere). Автор более 50 мотетов преимущественно на 5 и 6 голосов, два из них — контрафактуры его же мадригалов. 
Учеником де Верта был Клаудио Монтеверди. В науке дискутируется возможное влияние маньеристской музыки де Верта на Джезуальдо.

## Рецепция
Де Верт был известен за пределами Италии ещё при жизни, о чём свидетельствует его упоминание у немецкого теоретика музыки Зета Кальвизия. В «Мелопее» (1592, гл. 15) мотеты де Верта «Transeunte Domino» и «Ascendente Jesu» приводятся как пример имитационной полифонии, наряду с мотетами Лассо.

## Сочинения (выборка)
Примечание. Все авторские сборники де Верта впервые опубликованы в Венеции

### Светская музыка
Примечание. Ряд светских сочинений де Верта был опубликован в «мультикомпозиторских» сборниках в 1558—1590 гг.
- Il primo libro de madrigali a5 (1558)
- Il primo libro de madrigali a4 (1561)
- Madrigale del fiore, libro primo, a5 (1561)
- Madrigale del fiore, libro secondo, a5 (1561)
- Il terzo libro de madrigali a5 (1563)
- Il secondo libro de madrigali a5 (1564). NB! Третья книга была опубликована раньше второй
- Il quarto libro de madrigali a5 (1567)
- Il quinto libro de madrigali a5 (1571)
- Il sesto libro de madrigali a5 (1577)
- Il settimo libro de madrigali a5 (1581)
- L’ottavo libro de madrigali a5 (1586; включает духовный мадригал "Signor pietà ti spinse")
- Il nono libro de madrigali a5 (1588)
- Il primo libro delle canzonette villanelle, a5 (1589)
- Il decimo libro de madrigali a5 (1591)
- L’undecimo libro de madrigali a5 (1595)
- Il duodecimo libro de madrigali a4..a7 (посмертная публикация, 1608)

### Мотеты
Сборники опубликованных мотетов:
- Motectorum liber primus, a5 (1566)
- Il secondo libro de motetti, a5 (1581a)
- Modulationum liber primus, a6 (1581b)

Ряд мотетов де Верта опубликован в «мультикомпозиторских» сборниках в 1563—1609 гг.
- Adesto dolori meo a6 (1566)
- Amen, Amen dico vobis a5 (1581a)
- Angelus Domini astitit a5 (1581a)
- Ascendente Jesu in naviculam a6 (1581b)
- Beata Barbara locum certaminis a6 (1581b)
- Benedicta sit sancta Trinitas a5 (1581a)
- Clama ne cesses a5 (1566)
- Contendite intrare a6 (1581b)
- Cum intrasset Iesus Hierosolymam a5 (1566)
- Deus iustus et salvans a6 (1581b)
- Deus, tu scis insipientiam a5 (1566)
- Diligite iustitiam a4 (1563)
- Divitia et paupertatem a6, 1583 (авторство спорно)
- Domine, si tu es a5 (1566)
- Domine, Tu es qui fecisti coelum a4
- Ecce apparebit Dominus a4, 1583 (авторство спорно)
- Ego autem in Domino sperabo a5 (1566)
- Egressus Iesus secessit a7 (1581b)
- Exultabit cor meum in Deo meo (= “Onde aviene cor mio”) a7 (1609)
- Gaudete in Domino a5 (1581a)
- Hoc enim sentite in vobis a5 (1581a)
- Hoc est praeceptum meum a5 (1581a)
- Hora est iam nos a5 (1581a)
- Ierusalem, Ierusalem, quae occidis a5 (1581a)
- In Dei thalamum intrabo purus (= “Lungo le rive”, “Vicino à un chiaro”) a7 (1609)
- Intravit Iesus in quoddam castellum a5 (1566)
- Nolite esse prudentes a5 (1566)
- Noli timere, populus meus a5 (1566)
- O altitudo divitiarum a6 (1581b)
- O crux ave, spes unica a5 (1581a)
- O mors, quam amara est a5 (1566)
- O sacrum convivium a5 (1566)
- Obsecro vos fratres a5 (1581a)
- Omnia in vero iudicio a5 (1566)
- Omnis gloria est (= “Tolse Barbara gente”) a5 (1609)
- Omnis homo primum bonum vinum a5 (1566)
- Paraclitus autem spiritus a5 (1566)
- Peccavi super numerum a6 (1581b)
- Providebam Dominum a5 (1581a)
- Quemadmodum desiderat (= “Cara la vita mia”) a5  (1604; контрафактура О. Векки)
- Quiescat vox tua a ploratu a6 (1581b)
- Qui vindicari vult a5 (1566)
- Reges Tharsis et insulae a5 (1566)
- Saule, Saule, quid me persequeris a8 (1581b)
- Speremus meliora omnes a5 (1566)
- Tanquam ovis ad occisionem a6 (1581b)
- Te Dominum amplectimur a5 (1606)
- Transeunte Domino clamabat a5 (1566)
- Tu Deus clemens a5 (1566)
- Ut pavidus cervus (= “Che nuovo e vago sol”) a7 (1609)
- Vadam et circuibo civitatem (= “D’un si bel foco”) a5 (1604; контрафактура О. Векки)
- Virgo Maria hodie ad coelum a6 (1581b)
- Vox clamantis in deserto a6 (1581b)
- Vox in Rama audita est a5 (1581a)

## Дискография
- Vox in Rama. Il secondo libro de motetti // Collegium Regale, cond. Stephen Cleobury // Signum SIGD131 // Rec. 2007